# Apprendimento socio-emotivo
L'apprendimento sociale ed emotivo (dall'inglese "Social and Emotional Learning") è "il processo attraverso il quale i giovani e gli adulti acquisiscono e applicano conoscenze, abilità e mostrano atteggiamenti orientati a sviluppare la propria identità i modo sano, gestiscono le emozioni e raggiungono obiettivi personali e collettivi, provano e mostrano empatia per gli altri, stabiliscono e mantengono relazioni supportive e si assumono responsabilità e decisioni che tengono conto anche dei bisogni altrui e delle conseguenze dei propri comportamenti sugli altri individui" (Cavioni & Grazzani, 2023).
Il termine è stato introdotto prima volta dal Fetzer Institute nel 1994 per riunire in un'unica definizione una varietà di programmi d'intervento veicolati dalle scuole per la promozione del benessere psicologico e per sostenere la costruzione di relazioni positive tra gli studenti nell'intero ciclo di vita. In seguito fu fondato il gruppo di ricerca "Collaborative for Academic, Social and Emotional Learning", al fine di promuovere, coordinare e dare fondamento scientifico a livello internazionale a tali programmi d'intervento.